# Partido Liberal (Japón, 1890)
El Partido Liberal (japonés: 自由党, Jiyūtō) fue un partido político en Japón.

## Historia
El partido fue establecido en agosto de 1890 por 130 miembros de la Cámara de Representantes que habían sido elegidos en julio, e inicialmente fue nombrado Partido Liberal Constitucional (立憲自由党, Rikken Jiyūtō). Fue una fusión del Aikoku Kōtō, el Club Daidō y el Daidō Kyōwakai, junto con varios partidos locales. Dirigido inicialmente por Itagaki Taisuke, quien había fundado el Partido Liberal original en 1881, pasó a llamarse "Partido Liberal" en marzo de 1891. Perdió a varios representantes en mayo de 1891 cuando la facción de Kantō de Ki Kentarō se separó para formar el Partido Liberal Oriental. A pesar de ser el partido más grande, no participó en el gobierno, y en 1891 unió fuerzas con el Rikken Kaishintō para oponerse a los intentos de aumentar los impuestos sobre la tierra.
En las elecciones de 1892 se redujo a 94 escaños, y perdió otros 14 representantes en diciembre de 1893 cuando una ruptura causada por la acusación del líder del partido Hoshi Tōro por corrupción llevó a la formación del Club Dōshi. Aunque ganó 120 escaños en las elecciones de marzo de 1894, en general ganó 36 escaños, las elecciones anticipadas se celebraron en septiembre de ese año, y el partido se redujo a 107 escaños. En abril de 1896 se unió al gobierno de Itō Hirobumi y el líder liberal Itagaki Taisuke fue nombrado Ministro del Interior.
Después de perder otros dos escaños en las elecciones de marzo de 1898, el partido se fusionó con el Shimpotō en junio de 1898 para formar el Kenseitō.